# 1896
Прекрасна епоха • Промислова революція •  Колоніальні імперії •  Національно-визвольні рухи • Робітничий рух

## Геополітична ситуація
У Російській імперії царює імператор Микола II (до 1917). Росії належить більша частина України, значна частина Польщі, Бессарабія, Закавказзя, Фінляндія, Бухарське ханство, Хівинське ханство. Україну розділено між двома державами — Королівство Галичини та Володимирії належить Австро-Угорщині, Правобережжя, Лівобережжя та Крим — Російській імперії.
В Османській імперії править султан Абдул-Гамід II (до 1909). Під владою османів перебувають Близький Схід, Середземноморське узбережжя Північної Африки частина Балкан, автономна Болгарія.
В Австро-Угорщині володарює Франц-Йосиф I (до 1916). Імперія охоплює, крім австрійських та угорських земель, Хорватію, Трансильванію, Богемію. В Німецькій імперії править Вільгельм II (до 1918). Німецька імперія має колонії в Африці та в Тихому океані.
Третя французька республіка має колонії в Алжирі, Карибському басейні, Південній Америці в Індокитаї. Королівство Іспанія формально очолює неповнолітній Альфонс XIII (до 1931). Іспанії належать частина островів Карибського басейну, Філіппіни. У Португалії править Карлуш I (до 1908). Португалія має володіння в Африці, Індії, Індійському океані й Індонезії.
У Великій Британії триває Вікторіанська епоха — править королева Вікторія (до 1901). Британська імперія має колонії в Північній Америці, на Карибах, в Африці та в Індостані. Королівство Нідерланди формально очолює неповнолітня королева Вільгельміна (до 1948). Король Данії та Норвегії — Кристіан IX (до 1906), Оскар II сидить на шведському троні (до 1907), на троні Королівства Італія — Умберто I (до 1900).
Гровер Клівленд обіймає посаду президента США. Територію на півночі північноамериканського континенту займає Канадська конфедерація (домініон Великої Британії), територія на півдні континенту належить Мексиці.
В Ірані при владі Каджари. Владу над Індостаном та Бірмою утримує Британська корона, над В'єтнамом, Лаосом і Камбоджею — Франція. У Сіамі править династія Чакрі. У Китаї володарює Династія Цін. У Японії триває період Мейдзі.

## Події

### В Україні
- Леся Українка написала драму «Блакитна троянда».
- Опубліковано повість Ольги Кобилянської «Царівна».
- У Чернігові відкрився історичний музей.
- У місті Золотоноша споруджено лікеро-горілчаний завод, нині ТОВ «Златогор».
- Відкрився Амвросіївський цементний завод.

### У світі
- 2 січня Рейд Джеймсона на Республіку Трансвааль завершився провалом.
- 4 січня Юта увійшла до США 45-м штатом.
- 17 січня британці захопили Кумасі — головне місто ашанті.
- 1 березня ефіопи перемогли італійців у битві при Адуа й відстояли свою незалежність.
- 9 березня італійський прем'єр-міністр Франческо Кріспі пішов у відставку.
- 30 травня сталася Ходинська трагедія — під час народних гулянь на Ходинському полі з нагоди коронації російського царя Миколи ІІ в результаті тисняви за офіційними даними загинуло 1389 людей і майже 2000 були поранені (за неофіційними даними кількість потерпілих досягла 20 000).
- 15 червня стався землетрус у Санріку, що спричинив 22 тисячі смертей.
- 11 липня Вільфред Лор'є став першим франкомовним прем'єр-міністром Канади.
- 16 серпня відкрито золото на річці Бонанза, що дало початок Клондайкській золотій лихоманці.
- 23 серпня спалахнула Філіппінська революція.
- 27 серпня відбулася найкоротша в історії світу війна, англо-занзібарська, розпочалась о 9 ранку і тривала 45 хвилин безперервного артилерійського обстрілу, завершилася перемогою Великої Британії.
- 3 листопада Вільям Мак-Кінлі виграв президентські вибори у США.
- Підписано Союзний договір між Російською імперією та Китаєм

### У суспільному житті
- В Англії вперше водія автомобіля оштрафовано за перевищення швидкості (2 милі в годину).
- Засновано
  - Спортивну газету La Gazzetta dello Sport в Італії.
  - Кінокомпанію Pathé у Франції
- На основі курсу акцій 12 провідних компаній складено промисловий індекс Доу-Джонса.
- Генрі Форд побудував свій перший квадроцикл.
- Бріджит Дрісколл стала першою в світі жертвою автомобільного наїзду.
- Готтліб Даймлер сконструював перший у світі вантажний автомобіль.
- У Глазго відкрилося метро.

### У науці
- Анрі Бекерель відкрив радіоактивність.
- Сванте Арреніус сформулював передбачення глобального потепління внаслідок парникового ефекту.
- Доведено теорему про розподіл простих чисел.
- Віктор Деспень започаткував радіаційну онкологію.
- Ріхард фон Крафт-Ебінґ запровадив термін педофілія.

### У мистецтві
- Джозеф Конрад опублікував роман «Вигнанець з островів».
- Болеслав Прус завершив публікацію роману «Фараон».
- Ріхард Штраус скомпонував симфонічну поему «Так казав Заратустра».
- Відбулася прем'єра опери Джакомо Пуччіні «Богема».
- Каміль Піссарро написав картину «Міст у Руані. Дощовий день».
- Завершилося будівництво собору Діви Марії в Марселі.

### У спорті
- Проведено перші Олімпійські ігри сучасності.
  - Першим олімпійським чемпіоном став Джеймс Коннолі (потрійний стрибок).
  - Спиридон Луїс виграв перший марафон.
- Відбувся перший чемпіонат світу з фігурного катання.

## Народились
Дивись також Категорія:Народились 1896
- 1 січня — Касіян Василь Ілліч, український художник, професор, академік
- 2 січня — Дзига Вертов (Денис Кауфман), російський режисер
- 9 січня — Шагайда Степан Васильович, український актор
- 12 січня — Нобуко Йосія, японська феміністська ЛГБТ-письменниця
- 14 січня — Джон Дос Пасос, американський письменник
- 12 лютого — Енрік Монжо, іспанський скульптор
- 3 квітня — Микола Миколайович Семенов, радянський хіміко-фізик, єдиний радянський лауреат Нобелівської премії з хімії (отримав в 1956 році спільно з Сирілом Хиншелвудом)
- 4 квітня — Денисенко Василь Семенович історик та етнограф
- 15 квітня — Герхард Фізелер (пом. 1987), німецький льотчик-ас Першої світової війни, інженер, авіаційний конструктор та підприємець, один з засновників вищого пілотажу
- 30 травня — Говард Гоукс, американський кінорежисер
- 16 червня — Жан Пежо, французький автопромисловець
- 16 липня — Трюгве Лі, норвезький політик, перший генеральний секретар ООН (1946–1953 рр.)
- 19 липня — Арчибальд Джозеф Кронін, шотландський письменник
- 27 серпня — Раневська Фаїна Георгіївна, російська акторка
- 1 вересня — Бгактіведанта Свамі Прабгупада, індуїстський вайшнавський культурний і релігійний діяч, автор, перекладач і коментатор священних писань індуїзму; ачар'я-засновник Міжнародного Товариства для усвідомлення Крішни — ISKCON, письменник
- 24 вересня — Френсіс Скотт Фіцджеральд, американський письменник
- 21 листопада — Вериківський Михайло Іванович(1896—1962) — композитор, педагог, диригент
- 21 грудня  — Рокоссовський Костянтин Костянтинович, видатний радянський і польський полководець. Маршал Радянського Союзу, Маршал Польщі, двічі Герой Радянського Союзу

## Померли
Дивись також Категорія:Померли 1896
- 26 листопада — Бенджамін Апторп Гулд, американський астроном